# Ober-Flörsheim
Ober-Flörsheim là một đô thị thuộc huyện Alzey-Worms, bang Rheinland-Pfalz, Đức. Đô thị này có diện tích 10,24 km².
Upper-Flörsheim tọa lạc trên một cao nguyên ở khu vực trồng nho Rheinhessen.